# Robert Gittings
Robert William Victor Gittings (né le 1er février 1911 et mort le 18 février 1992) est un écrivain, biographe, producteur à BBC Radio et poète britannique. En 1978, il reçoit le Prix James Tait Black pour son livre The Older Hardy. Il a notamment écrit des ouvrages sur John Keats et Thomas Hardy.

## Jeunesse et formation
Robert Gittings est né à Southsea. Son père est le chirurgien-capitaine Fred Claude Bromley Gittings et sa mère est Dora Mary, née Brayshaw. Le jeune Gittings va à la St Edward's School à Oxford, où il reçoit l'enseignement de George Mallaby. En 1930 il intègre le Jesus College à Cambridge dont il sort premier en 1933. Il écrit un article sur George Mallaby dans le Dictionary of National Biography.
Pendant ses études il publiera des poèmes et rencontre son ami de toujours Christopher Fry. À l'Université de Cambridge, il est encouragé par Sir Arthur Quiller-Couch, rédacteur de l'Oxford Book of English Verse, et voisin de chambre. En 1931, il est récompensé par une Chancellor's gold medal lors d'un concours de poèmes de Cambridge.

## Carrière
En 1933, Robert Gittings est élu membre du Jesus College et devient superviseur d'Histoire en 1938.
En 1940. il prend une place à la BBC Radio en tant que producteur et scénariste, place qu'il gardera trente-trois ans. Il fait des émissions scolaires, des programmes d'histoire et de littérature. Il a participé à des programmes de radio comme Poets and Poetry, World History Series, Poetry Now et The World of Books.
En 1950, il continue à écrire des vers et son premier grand livre Wentworth Place (1950) reçoit un bon accueil. Il publie au cours de sa vie douze recueils.
En 1954, sa biographie John Keats: the Living Year parait et est suivie en 1956 par The Mask of Keats puis en 1960 par Shakespeare's Rival. Il quitte la BBC en 1964. Son John Keats reçoit le Prix WH Smith en 1969. Il écrit également des ouvrages spécialisés sur Thomas Hardy : The Young Thomas Hardy en 1975, The Older Hardy en 1978 (Prix James Tait Black) et avec son épouse Jo Manton The Second Mrs Hardy en 1979.
En tant qu'auteur, Gittings est spécialisée dans les fictions de radio, et écrit également des pièces pour le British Women's Institute, This Tower my Prison (1961) et Conflict at Canterbury (1970) pour le Canterbury Festival. Introducing Thomas Hardy, une pièce en deux actes avec Frances Horowitz, est jouée de 1971 à 1978.
Avec Jo Manton, il écrit en 1985 Dorothy Wordsworth et la même année il publie son dernier recueil de poèmes People, Places, Personal. Son dernier livre, Claire Clairmont and the Shelleys est imprimé quelques jours avant son décès.

## Vie personnelle
En 1934, Robert Gittings épouse Katherine Edith Cambell avec qui il a deux fils Robert et John, mais leur union finit par un divorce. En 1949, il se marie avec Joan Greville Manton, surnommée Jo, qui est une collègue de la BBC et aussi une biographe. Ils ont une fille.
Homme de grande taille, Robert Gittings avait le front haut et la tête chauve, une personnalité chaleureuse et un sens de l'humour raffiné. Il pratique plusieurs sports dont le cricket, le squash, le real tennis (Courte-paume) et le golf. Il jouait au cricket après soixante-dix ans.
Il meurt à Chichester le 18 février 1992.

## Honneurs
- Commandeur de l'Ordre de l'Empire britannique, 1970[1].
- Docteur honoraire de lettres de l'Université de Cambridge, 1970[1].
- Membre honoraire du Jesus College, 1979[1].
- Docteur honoraire de lettres de l'Université de Leeds, 1981[1].